# سيريل فيربروج
سيريل فيربروج (1866 – 1929) هو مبارز بالسيف بلجيكي راحل، مثّل بلاده في الألعاب الأولمبية الصيفية 1900.

## روابط خارجية
سيريل فيربروج على موقع أوليمبيديا (الإنجليزية)